# Programowalny tranzystor jednozłączowy
Programowalny tranzystor jednozłączowy PUT (ang. Programmable unijunction transistor) – element półprzewodnikowy, wyposażony w trzy elektrody: anoda, katoda i bramka.

## Budowa
PUT w swojej budowie jest podobny do krzemowego prostownika sterowanego. Składa się z czterech warstw w układzie p-n-p-n.

## Zastosowanie
Programowalne tranzystory jednozłączowe stosuje się m.in. w prostych generatorach oraz w ściemniaczach oświetlenia. 

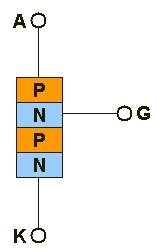
Struktura PUT

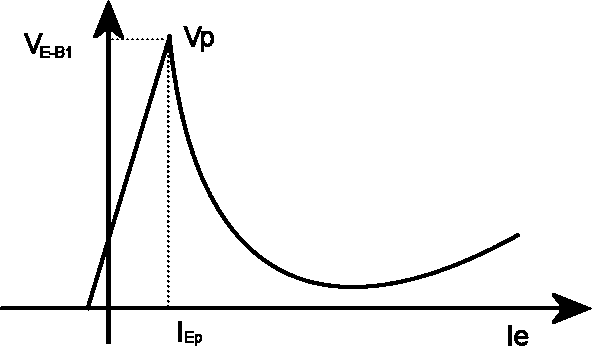
Charakterystyka prądowo-napięciowa tranzystora PUT.